# Daphnis (měsíc)

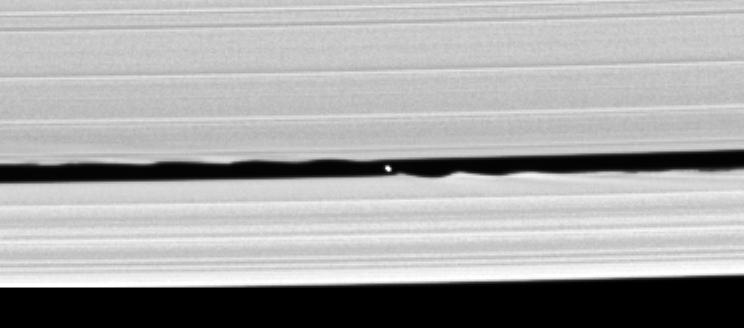
Daphnis na snímku sondy Cassini.

Daphnis je vnitřní měsíc planety Saturn, dříve též pojmenovaný Saturn XXXV. Střední vzdálenost od planety činí 136 504 kilometrů. Rozměry tělesa jsou 6 – 8 kilometrů v průměru. Je pojmenovaný po Dafnisovi, synovi boha Herma z řecké mytologie. Objev byl oznámen 6. května 2005 na snímcích pořízených Cassini 1. května 2005 vědeckým týmem sondy Cassini a obdržel prozatímní označení S/2005 S 1. Jeho existence však byla známa už předtím díky jeho gravitačnímu působení v Keelerově mezeře Saturnova prstence. Jeden oběh kolem planety trvá měsíci 0,5940 dne a doba rotace kolem vlastní osy není známa.